# Pygeum griseum
Pygeum griseum är en rosväxtart som beskrevs av Carl Ludwig von Blume. Pygeum griseum ingår i släktet Pygeum och familjen rosväxter.

## Underarter
Arten delas in i följande underarter:
- P. g. microphylla
- P. g. tomentosa